# Johann VII. (Hoya)
Johann VII. von Hoya († 11. Juni 1535 auf Fünen in Dänemark) war ein deutscher Graf und Heerführer.

## Leben
Seine Eltern waren Graf Jobst I. von Hoya (1466–1507) und dessen Frau Irmgard zur Lippe (1469–1524). Am 15. Januar 1525 heiratete er Margarete Eriksdotter Wasa, die Witwe von Joakim Brahe († 1520 im Stockholmer Blutbad) und Schwester des schwedischen Königs Gustav I. Wasa. Im selben Jahr wurde er Statthalter von Wyborg und verzichtete zu Gunsten seiner Brüder auf die Grafschaft Hoya, was ihm 16.000 Gulden einbrachte.
1529 bürgte Hoya persönlich für die Rückzahlung der Schulden, die Gustav Wasa bei den Lübeckern, besonders bei Harmen Israhel, hatte, der seinen Freiheitskampf finanziert hatte. Als der König diese Vertrag 1533 aufkündigte, beteiligte Hoya sich an einer Verschwörung gegen seinen Schwager und floh mit seiner Familie nach Reval. Allein ging nach Deutschland zurück. Dort ließ er sich von Herzog Albrecht VII. von Mecklenburg, dem von dem Lübecker Bürgermeister Jürgen Wullenwever die dänische Krone versprochen worden war, als oberster Heerführer und „Statthalter“ in der Grafenfehde anwerben und kämpfte mit Christoph von Oldenburg in Dänemark.  Bei dem Versuch, die Insel Fünen wieder zu besetzen, wurde sein Heer von einem dänischen Heer unter Johann Rantzau beim Ochsenberg bei Assens auf Fünen vernichtend geschlagen. Der Graf und viele seiner Getreuen fielen in der Schlacht, dazu gehörten Nikolaus von Tecklenburg, von Dohna und der schwedische Bischof von Uppsala Gustav Trolle.

## Nachkommen
Aus der Ehe mit Margarete Eriksdotter Wasa († 31. Dezember 1536 in Reval) entstammen:
- Johann VIII. von Hoya (1529–1574), als Johann IV. Fürstbischof von Osnabrück, als Johann III. Bischof von Münster und seit 1568 als Johann II. Administrator des Bistums Paderborn.
- Jobst, Koadjutor von Köln (durch Franz von Halle gefangen genommen im Gefängnis gestorben)[4][5]